# Seksznai járás

A Seksznai járás a Vologdai területen

A Seksznai járás (oroszul Шекснинский район) Oroszország egyik járása a Vologdai területen. Székhelye Sekszna.

## Népesség
- 1989-ben 34 679 lakosa volt.
- 2002-ben 36 007 lakosa volt, akik főleg oroszok.
- 2010-ben 33 375 lakosa volt, melyből 31 853 orosz, 294 ukrán, 185 örmény, 140 cigány, 105 fehérorosz, 100 örmény, 47 tatár, 44 azeri stb.